# Constantino IV de Constantinopla
Constantino V de Constantinopla (em grego: Κωνσταντῖνος Δ´ Χλιαρηνός), dito Cliarino, foi o patriarca grego ortodoxo de Constantinopla entre 1153 e 1156..